# Ponte in Valtellina
Ponte in Valtellina é uma comuna italiana da região da Lombardia, província de Sondrio, com cerca de 2.250 habitantes. Estende-se por uma área de 69 km², tendo uma densidade populacional de 33 hab/km². Faz fronteira com Castello dell'Acqua, Chiuro, Montagna in Valtellina, Piateda, Teglio, Tresivio, Valbondione (BG).

## Demografia
| Variação demográfica do município entre 1861 e 2011                               |
|                                                                                   |
| Fonte: Istituto Nazionale di Statistica (ISTAT) - Elaboração gráfica da Wikipedia |